# Ride The Lightning Tour
A Ride The Lightning Tour az amerikai Metallica együttes második turnéja, mely 1985. január 9-én vette kezdetét Boston-ban. Az utolsó előadásra 1986. március 8-án San Franciscóban került sor. Az Amerikai Egyesült Államokat, Európát és Kanadát érintő turné 62 koncertet foglalt magába, mely az együttes Ride The Lightning albumát népszerűsítette. Az európai koncertek során a Tank és az Armored Saint társaságában léptek fel. 1985. szeptember 17-én Loreleyben (Németország), a "Metal Hammer Fest" keretében adtak koncertet olyan együttesekkel, mint a Nazareth, Venom, Heavy Pettin, Wishbone Ash, Savage Grace, Running Wild, Tyran Pace, Pretty Maids és Warlock.
Az 1985. szilveszterén a San Franciscó-i Civic Centerben adott koncerten az Exodus, a Metal Church és a Megadeth társaságában léptek fel.

## Koncertek
- 09/01/85  Boston, Massachusetts[2]
- 11/01/85  Scotia, New York
- 12/01/85  Philadelphia, Pennsylvania
- 13/01/85  Baltimore, Maryland
- 15/01/85  Montreal, Quebec, Canada
- 16/01/85  Montreal, Quebec, Canada
- 17/01/85  Quebec, Quebec, Canada
- 18/01/85  Ottawa, Canada
- 19/01/85  Toronto, Canada
- 20/01/85  Buffalo, New York
- 22/01/85  Scranton, Pennsylvania
- 23/01/85  Poughkeepsie, New York
- 25/01/85  Elmhurst, New York
- 26/01/85  Brooklyn, New York
- 27/01/85  Brooklyn, New York
- 28/01/85  Columbus, Ohio
- 29/01/85  Cincinnati, Ohio
- 30/01/85  Indianapolis, Indiana
- 01/02/85  Detroit, Michigan
- 05/02/85  Madison, Wisconsin
- 06/02/85  Minneapolis, Minnesota
- 07/02/85  Cleveland, Ohio
- 08/02/85  Milwaukee, Wisconsin
- 09/02/85  Chicago, Illinois
- 10/02/85  Green Bay, Wisconsin
- 13/02/85  Cedar Rapids, Iowa
- 14/02/85  Burlington, Iowa
- 15/02/85  St. Louis, Missouri
- 16/02/85  Kansas City, Missouri
- 17/02/85  Wichita, Kansas
- 20/02/85  Tulsa, Oklahoma
- 21/02/85  Austin, Texas
- 22/02/85  San Antonio, Texas
- 23/02/85  San Antonio, Texas
- 24/02/85  San Antonio, Texas
- 25/02/85  Corpus Cristi, Texas
- 26/02/85  Pasadena, Texas
- 27/02/85  Dallas, Texas
- 28/02/85  Houston, Texas
- 02/03/85  El Paso, Texas
- 03/03/85  Albuquerque, New Mexico
- 04/03/85  Colorado Springs, Colorado
- 05/03/85  Denver, Colorado
- 06/03/85  San Francisco, California
- 09/03/85  San Diego, California
- 10/03/85  Hollywood, California
- 13/03/85  Palo Alto, California
- 14/03/85  San Francisco, California
- 15/03/85  San Francisco, California
- 17/03/85  Seattle, Washington
- 18/03/85  Vancouver British, Columbia
- 19/03/85  Portland, Oregon
- 13/08/85  Birmingham (Gran Breatagna)
- 17/08/85  Castle Donington (Gran Bretagna)
- 24/08/85  San Francisco, California
- 31/08/85  Oakland, California
- 14/09/85  Freilichtbuhne (Germania)
- 23/11/85  Bordeaux (Francia)[2]
- 29/12/85  Sacramento, California
- 31/12/85  San Francisco, California
- 31/01/86  San Francisco, California
- 20/02/86  San Francisco, California
- 08/03/86  San Francisco, California